# Plicník lékařský
Plicník lékařský (Pulmonaria officinalis) je léčivá rostlina z čeledi brutnákovitých. Roste v hájích a lužních lesích. Byl rovněž typickou rostlinou středověkých zahrad a v současnosti se jako hajnička pěstuje především na venkovských zahradách.

## Účinné látky
Plicník obsahuje kyselinu křemičitou (asi 4 %), slizové látky, saponiny, vitamín C, třísloviny (asi 10%), allantoin, fytosterin, cukry, cerylalkohol, pyrrolizidinové alkaloidy, minerální látky (zejména vápenaté soli), flavonoidy a organické kyseliny (stearová, myristová).

## Sběr
Sbírá se kvetoucí nať od března do dubna nebo jen spodní listy. Suší se ve stínu nebo za umělého sušení při teplotách do 40 °C. Uchovává se v dobře uzavřených nádobách.

## Léčivé účinky
Využívání byliny při léčbě plicních nemocí a podobnost jejích skvrnitých listů se „skvrnitými“ plícemi daly plicníku jméno. V současné vědecké medicíně není plicník využíván, uplatňuje se však v homeopatii při bronchitidě a v lidovém léčitelství. Odvar z plicníku léčí záněty průdušek, hojí a regeneruje sliznice dýchacích cest i trávicího ústrojí, zvyšuje krevní srážlivost, působí mírně močopudně a svíravě. Příznivý účinek se přičítá kombinaci saponinů, které usnadňují odkašlávání, uklidňujícímu a ochrannému účinku slizů a protizánětlivému a dezinfekčnímu účinku tříslovin. Zevně ve formě obkladů (nejlépe z čerstvé byliny), záparu nebo silnějšího odvaru se užívá k omývání hnisajících ran nebo krvácejících hemeroidů, kde se uplatní protizánětlivý a svíravý účinek. Vzhledem k přítomnosti alkaloidů v droze by se plicníku nemělo užívat déle než 3 týdny a neměl by být podáván malým dětem a těhotným či kojícím ženám. V Anglii jsou mladé listy oblíbenou přísadou do různých jarních salátů a přidávají se také do polévek.